# Pontecagnano Faiano
Pontecagnano Faiano è un comune italiano di 26 472 abitanti della provincia di Salerno in Campania.
Popolato sin dall'Età del ferro, ospita le rovine dell'antico insediamento di Picentia, che durante la seconda guerra punica insorse contro la Repubblica romana schierandosi al fianco di Annibale, venendo perciò distrutta e progressivamente abbandonata.
È diventato un comune autonomo nel 1911 in seguito al distacco dalla vicina Montecorvino Pugliano.

## Geografia fisica

### Territorio
Il comune si estende nella piana del Sele, ad est della periferia di Salerno, poiché Pontecagnano è saldata con la frazione Lamia e la zona industriale del capoluogo. Da essa si scorge una magnifica vista di tutto il golfo di Salerno. Le due località formano comunque un unico centro abitato, per cui non si tratta di un comune sparso.
L'area urbana di Pontecagnano si sviluppa lungo la Strada Statale 18 ed è ormai contigua con la frazione di Sant'Antonio. La cittadina dista 10 km dal centro di Salerno, 5 km da Bellizzi, 12 km da Battipaglia e 17 km da Olevano sul Tusciano. Il limite comunale settentrionale è segnato a nord dal colle della Maddalena, a ovest dal fiume Picentino, ad est dal torrente Asa e dal fiume Tusciano e a sud dal mar Tirreno.
Lungo la fascia costiera si estende Magazzeno, frazione composta da ville sparse, villaggi turistici, discoteche e lidi, conosciuta anche come litoranea di Pontecagnano.
Il centro è situato ad est del fiume Picentino, la città è divisa dalla rete ferroviaria per cui la zona a nord è la più abitata e industrializzata mentre quella sud è soprattutto coltivata mediante impianti serricoli. Lungo la statale 18 si sviluppa Sant'Antonio, frazione quasi contigua al capoluogo, successivamente si trova la zona industriale della città. Il territorio dopo il ponte sul torrente Asa, diviso dalla statale 18 appartiene a nord al comune di Montecorvino Pugliano e a sud al comune di Pontecagnano Faiano, qui si trova la frazione detta di Pagliarone. Al di sotto della ferrovia è situata la frazione Corvinia, località in cui è situato l'aeroporto che segna i confini con Bellizzi. Il confine con Battipaglia invece, in località Picciola, in prossimità del litorale è segnato dal corso basso del fiume Tusciano. Verso i monti si incontrano le località di Trivio Granata e di Baroncino, seguite dalla frazione di Faiano ai confini con la parte più bassa del comune di Montecorvino Pugliano confine che viene delimitato dal corso d'acqua delle Sette Bocche e anche con Giffoni Valle Piana.

### Clima
La stazione meteorologica più vicina è quella di Salerno Pontecagnano Faiano.
Il clima è di tipo Mediterraneo, in base alla media trentennale di riferimento (1961-1990) per l'Organizzazione Mondiale della Meteorologia, la temperatura media del mese più freddo, gennaio, si attesta a +12,6 °C; quella dei mesi più caldi, luglio e agosto, è di +30,9 °C. Le precipitazioni medie annue sono abbondanti, superiori ai 1100 mm, con un minimo tra la tarda primavera e l'estate ed una regolare ed elevata distribuzione nel resto dell'anno.

## Storia

### Storia antica
Il territorio dell'odierno comune di Pontecagnano Faiano vanta una frequentazione che risale all'età del rame (3500 - 2300 a.C.). Gli scavi archeologici hanno documentato l'esistenza di due santuari, una porzione del centro abitato (oggi visitabile presso il Parco Archeologico) e due necropoli che complessivamente hanno restituito circa 10 000 sepolture databili in una cronologia che va dal 3.500 a.C. fino all'alto medioevo.
In fase preistorica il sito fu abitato dalle popolazioni della cultura del Gaudo tipiche della Campania dell'età del rame. Tra il IX e l'VIII secolo a.C. emergono i classici tratti della cultura villanoviana tipici della fase più arcaica della civiltà etrusca (v. Etruria campana), a cui risalgono le iscrizioni oggi conservate al Museo archeologico nazionale di Pontecagnano insieme a numerosi altri reperti.
Nel IV secolo a.C. il centro viene a contatto diretto con alcune popolazioni limitrofe (Sanniti, Greci, Lucani); le tracce archeologiche restituiscono le influenze che le nuove culture hanno esercitato nella società urbana. Per il periodo romano sappiamo grazie alle fonti di Plinio il Vecchio e Strabone che i romani edificarono sul sito della città etrusco-campana, nel 268 a.C. Picentia per accogliere una parte della tribù italica dei Picentines, deportata dalle Marche, l'allora Picenum. Picentia insorgerà due volte contro Roma, al tempo di Annibale schierandosi dalla parte di quest'ultimo, fatto che porterà i romani a fondare una nuova colonia, oggi Salerno, per controllare il territorio e i ribelli durante la Guerra Sociale quando viene distrutta (89 a.C.). Notizie che trovano conferme nei reperti archeologici. L'autonomia amministrativa perduta e la dispersione degli abitanti ridussero l'antico centro a frequentazioni modeste, attestate con ogni probabilità poco oltre la caduta dell'Impero Romano.

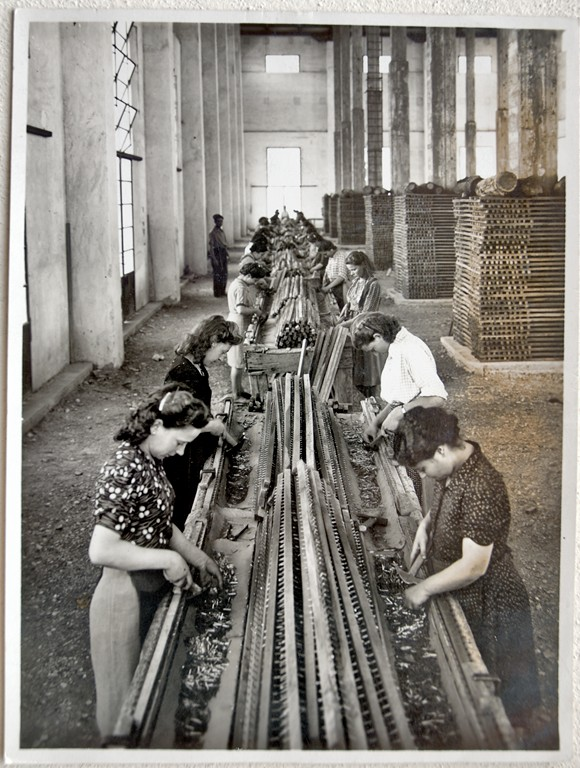
Operaie al lavoro del tabacchificio Centola di Pontecagnano, 1944

### Storia moderna
Nel 1755 Pontecagnano Faiano era ancora unito a Salerno, come si evince dal Catasto Onciario in cui si evidenziano i luoghi antichi che porteranno alla federazione delle tre frazioni di Ponte, Cagnano e Faiano che formeranno un comune autonomo federandosi fra loro. Fino al 1820, il territorio dell'attuale comune di Pontecagnano Faiano faceva parte del comune di Montecorvino. Il 25 gennaio 1820 con decreto reale 1876 Montecorvino venne diviso in due dipartimenti: Rovella e Pugliano. Successivamente il Consiglio Comunale di Montecorvino Pugliano divise il comune in frazioni: Pugliano, Torello, Faiano e Pontecagnano con capoluogo Pugliano. Il comune di Pugliano era in quel periodo, in condizioni ottimali sia per la crescita demografia sia per il miglioramento delle condizioni di vita dovute alla bonifica, iniziata già con i Borboni, che grazie alla bontà dei terreni portarono al trasferimento di molte famiglie nelle zone del piano e nel 1806 diedero vita ad un primo movimento per la costituzione di Pontecagnano che all'epoca contava meno di 200 abitanti in comune autonomo. Il notevole sviluppo economico e demografico delle zone del piano e la lontananza dalla Casa Comunale fu il motivo scatenante della separazione dei due comuni. Il Decreto Regio del 18 giugno 1911 stabilì la nascita del comune di Pontecagnano Faiano; mentre il comune di Montecorvino Pugliano rimase formato dalle frazioni di Santa Tecla, Capaccio, Gallara, Torello, Pagliarone. Dal territorio del nuovo comune saranno escluse molte località di confine, che erano parte integrante di Pontecagnano, che continueranno ad appartenere a Salerno ma che all'epoca rientravano nell'area marittima.

### Simboli
Lo stemma e il gonfalone di Pontecagnano Faiano sono stati concessi con decreto del presidente della Repubblica del 21 settembre 1962.
Lo stemma è partito: nel primo, in campo d'oro, san Benedetto, vestito di un saio rosso, tenente nella mano sinistra un pastorale; nel secondo di azzurro, al ponte a tre archi a cavallo di un fiume. Nel capo di rosso, la scritta DURANTES VINCUNT, in lettere maiuscole d'oro.
Il gonfalone è un drappo partito di azzurro e di giallo.

## Monumenti e luoghi d'interesse

### Architetture religiose
- Monastero benedettino
- Chiesa ss trinità (1330)
- Chiesa san Benedetto in Faiano (fine 1700)
- Chiesa dell'Immacolata (costruita nel 1843)
- Chiesa di Sant'Antonio
- Chiesa della Madonna degli Angeli (ruderi)
- Chiesa di San Giuliano (ruderi)
- Cappella della Madonna che scioglie i nodi
- Cappella di Sant'Antonio (oggi chiesa evangelica)
- Seminario Metropolitano "San Giovanni Paolo II" a Faiano
- Chiesa del S.Cuore di Gesù a Picciola
- Chiesa di S.Michele Arcangelo a Pagliarone
- Chiesa di S.Sebastian Speranza a Picciola

### Siti archeologici
- Parco Archeologico di Pontecagnano: gestito da Legambiente, è un'area verde che comprende parte degli scavi dell'antica Picentia.
- Necropoli di Pontecagnano

## Società

### Evoluzione demografica
Abitanti censiti

### Etnie e minoranze straniere
Al 31 dicembre 2023 la popolazione straniera era di 2 450 persone, pari al 9,42% dei residenti.

### Religione
La maggioranza della popolazione è di religione cristiana di rito cattolico; il comune appartiene alla forania di Montecorvino Pugliano - Montecorvino Rovella - Pontecagnano - Acerno dell'arcidiocesi di Salerno-Campagna-Acerno, comprendente cinque parrocchie.
L'altra confessione cristiana presente è quella Evangelica con due comunità.

## Cultura

### Musei
- Museo archeologico nazionale dell'agro picentino: ospita materiale rinvenuto dagli scavi di un antico insediamento villanoviano.

### Media

#### Radio
- Radio Ponte Re-Generation (Attiva dal 2014)
- Radio Campania Web

## Geografia antropica

### Centri abitati
Lo statuto comunale di Pontecagnano Faiano non menziona alcuna frazione. In base al 14º Censimento Generale della Popolazione e delle Abitazioni, i centri abitati sono:
- Corvinia, 167 abitanti, 38 m s.l.m.;
- Faiano, 5 500 abitanti, 143 m s.l.m.;
- La Picciola, 93 abitanti, 13 m s.l.m.;
- Magazzeno, 613 abitanti, 4 m s.l.m.;
- Pontecagnano, 13 240 abitanti, 28 m s.l.m.;
- Sant'Antonio, 5 386 abitanti, 35 m s.l.m..

## Economia
L'economia del comune si basa essenzialmente sulle attività agricole.

## Infrastrutture e trasporti

### Strade
- Uscite autostradali di Pontecagnano e Pontecagnano sud - Montecorvino Pugliano sulla A2 Autostrada del Mediterraneo.
- Strada statale 18 Tirrena Inferiore, tangenziale di Salerno.
- Strada Provinciale 28/a Innesto SS 18 (S.Antonio)-Faiano.
- Strada Provinciale 28/b Faiano-Montecorvino Pugliano-Montecorvino Rovella.
- Strada Provinciale 132 Innesto SS 18(Picentino)-Licinosa-Innesto SP 28.
- Strada Provinciale 173 Pagliarone-Quadrivio Angela-Innesto SP 175.
- Strada Provinciale 175a Fuorni-SP 30-fino all'inizio del viadotto sul fiume Sele.
- Strada Provinciale 196 Mercato-Ornito-Faiano.
- Strada Provinciale 311 S.Antonio a Picenza-Incarto-Innesto SP 417 (Aversana).
- Strada Provinciale 390 Via Piave di Pontecagnano: Innesto SP 132-Innesto SP 28/a.
- Strada Provinciale 391 Via degli Aranceti di Pontecagnano: Innesto SP 390-Innesto SP 28/a.
- Strada Provinciale 417 Aversana.

### Ferrovie

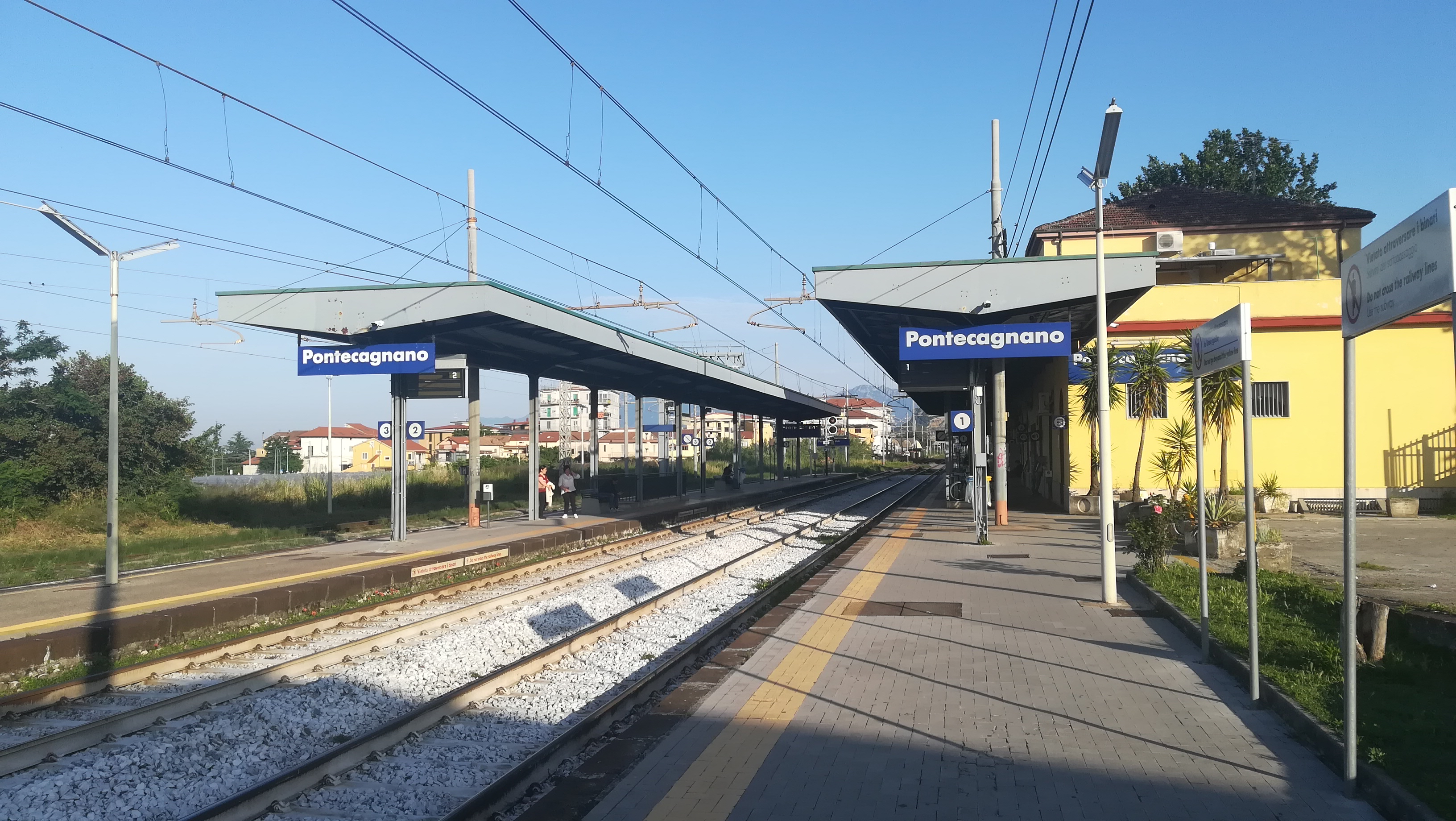
Stazione ferroviaria di Pontecagnano

- Stazione di Pontecagnano sulla Ferrovia Tirrenica Meridionale.

### Aeroporti
- Aeroporto di Salerno-Costa d'Amalfi.

### Mobilità urbana
- Autobus: Busitalia Campania, SITA, e numerose altre autolinee private.

## Amministrazione

### Altre informazioni amministrative
Le competenze in materia di difesa del suolo sono delegate dalla Campania all'Autorità di bacino regionale Destra Sele.
Per quel che riguarda la gestione dell'irrigazione e del miglioramento fondiario, l'ente competente è il Consorzio di bonifica in Destra del fiume Sele.
Di seguito è presentata una tabella relativa alle amministrazioni che si sono succedute negli ultimi anni.
| Periodo | Periodo   | Primo cittadino  | Partito                        | Carica                  | Note |
| ------- | --------- | ---------------- | ------------------------------ | ----------------------- | ---- |
| 2000    | 2005      | Ernesto Sica     | La Margherita                  | Sindaco                 |      |
| 2005    | 2007      | Dario Del Gais   | La Margherita                  | Sindaco                 |      |
| 2007    | 2007      | Rosa La Ragione  | Indipendente                   | Commissario prefettizio |      |
| 2007    | 2008      | Cesare Castelli  | Indipendente                   | Commissario prefettizio |      |
| 2008    | 2013      | Ernesto Sica     | PdL                            | Sindaco                 |      |
| 2013    | 2018      | Ernesto Sica     | Liste civiche di centro-destra | Sindaco                 |      |
| 2018    | in carica | Giuseppe Lanzara | Partito Democratico            | Sindaco                 |      |

## Sport

### Calcio
- A.S.D. U.S. Faiano 1965 - Eccellenza Campania, girone B
- A.S.D. Sporting Pontecagnano - Promozione Campania, girone D
- A.S.D. Atletico Faiano - Promozione Campania, girone D
- Baroncino - Promozione Campania , girone D
- A.S.D. Polisportiva Etruria - Seconda Categoria Campania (Salerno), girone G
- A.S.D. Club Pontecagnano - Terza Categoria Campania (Salerno), girone A

### Pallavolo
- Pallavolo Pontecagnano Faiano - Serie B1